# Lill-Bergsjön (Fjällsjö socken, Ångermanland, 708321-150813)
Lill-Bergsjön är en sjö i Strömsunds kommun i Ångermanland och ingår i Ångermanälvens huvudavrinningsområde. Sjön har en area på 0,117 kvadratkilometer och ligger 249 meter över havet. Sjön avvattnas av vattendraget Bergsjöån.

## Delavrinningsområde
Lill-Bergsjön ingår i det delavrinningsområde (708079-150916) som SMHI kallar för Mynnar i Regasjöån. Medelhöjden är 303 meter över havet och ytan är 33,17 kvadratkilometer. Det finns inga avrinningsområden uppströms utan avrinningsområdet är högsta punkten. Bergsjöån som avvattnar avrinningsområdet har biflödesordning 5, vilket innebär att vattnet flödar genom totalt 5 vattendrag innan det når havet efter 154 kilometer. Avrinningsområdet består mestadels av skog (78 procent) och sankmarker (13 procent). Avrinningsområdet har 1,09 kvadratkilometer vattenytor vilket ger det en sjöprocent på 3,3 procent.